# Pteroceras muluense
Pteroceras muluense är en orkidéart som beskrevs av André Schuiteman och De Vogel. Pteroceras muluense ingår i släktet Pteroceras och familjen orkidéer. Inga underarter finns listade i Catalogue of Life.